# جاي كارتر براون
جاي كارتر براون (بالإنجليزية: J. Carter Brown)‏ هو مؤرخ أمريكي، ولد في 8 أكتوبر 1934 في بروفيدنس في الولايات المتحدة، وتوفي في 17 يونيو 2002 في بوسطن في الولايات المتحدة بسبب ورم نخاعي متعدد.